# Kathedrale von Tarent

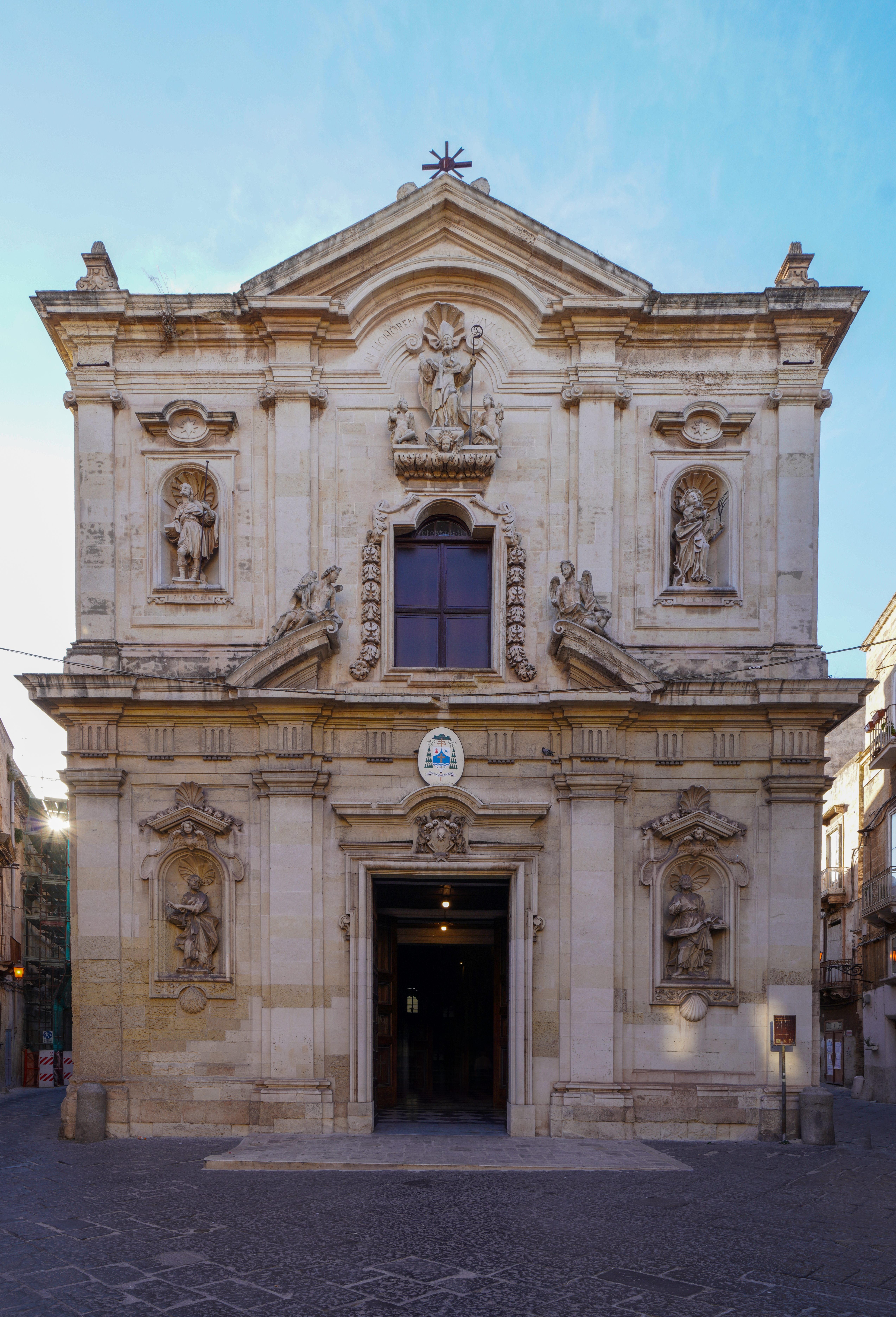
Dom San Cataldo in Tarent

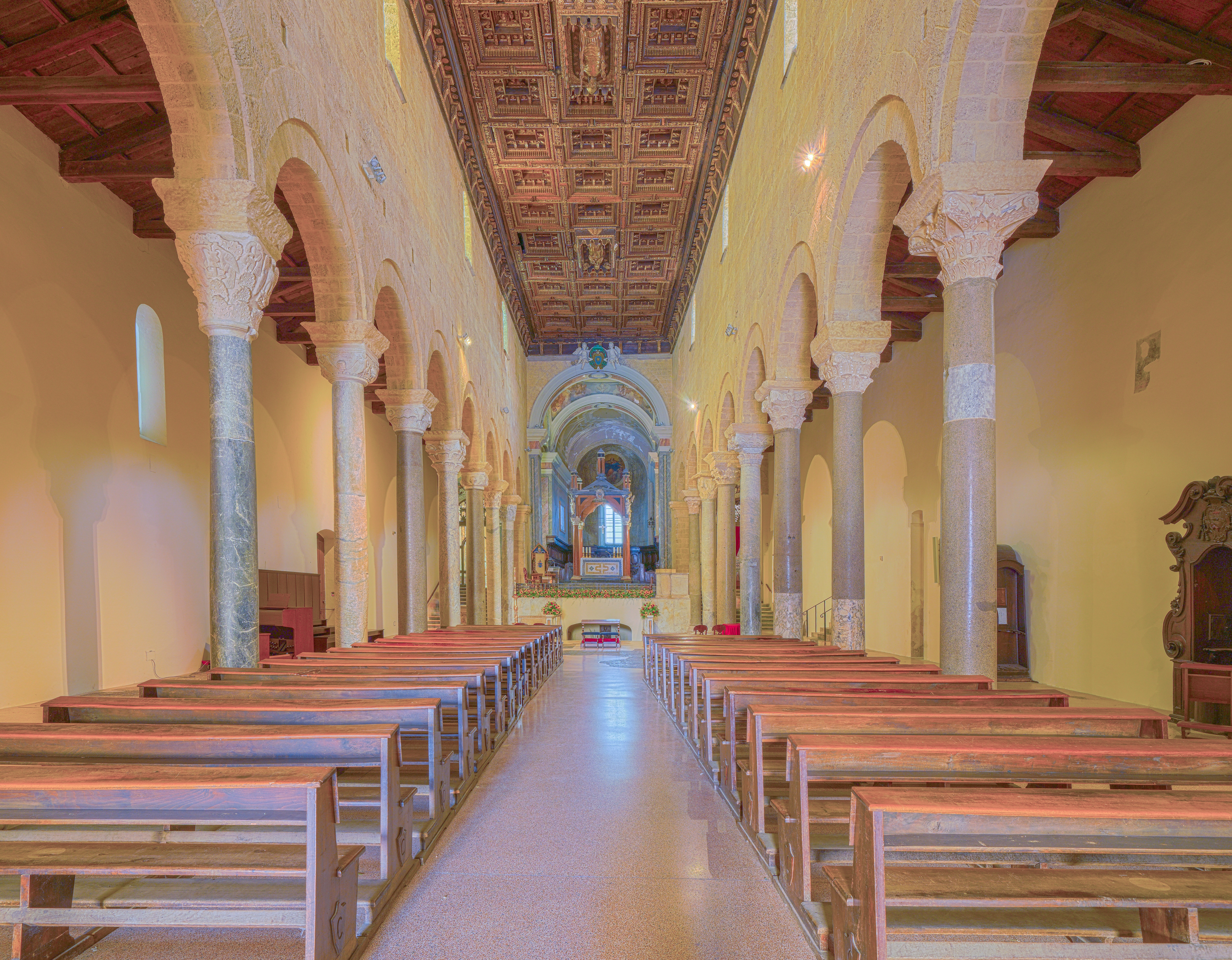
Das Innere der Kirche

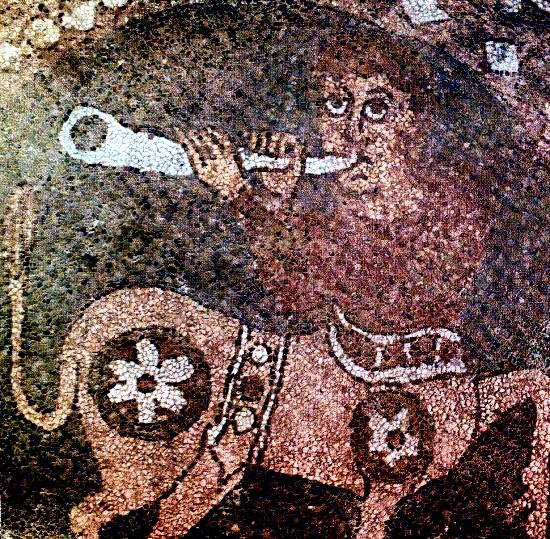
Dom San Cataldo – Mosaikdetail

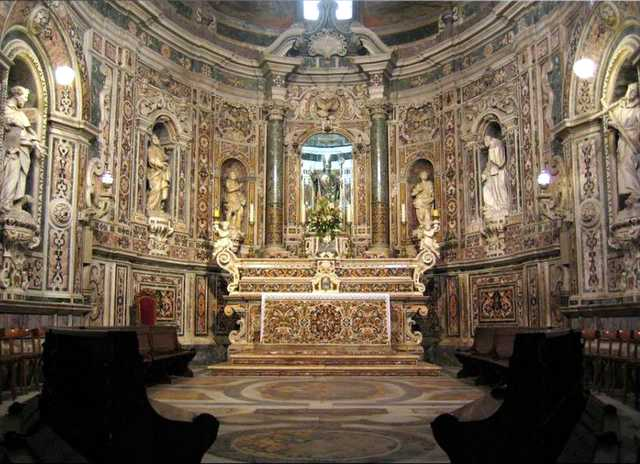
San-Cataldo-Kapelle

Die Kathedrale San Cataldo in Tarent (Apulien) ist die Kathedrale des Erzbistums Tarent. Am 28. Oktober 1964 erhielt sie durch Papst Johannes XXIII. den Ehrentitel einer Basilica minor.
Der Stil ist eine Mischung aus Romanik und Spätbarock, Säulen und Kapitelle stammen aus abgebrochenen Bauwerken verschiedener Epochen, die aus schon bestehenden architektonischen Strukturen entstanden sind.
Der Dom aus dem Jahr 1071 steht auf den Ruinen eines heidnischen Tempels und erlitt Zerstörungen und wurde mehrfach umgebaut (z. B. 1713 Umbau der Fassade im barocken Stil).

## Kircheninneres
Die dreischiffige Kirche hat im Mittelschiff eine hölzerne Kassettendecke aus dem 17. Jh. Die Seitenschiffe sind auf jeder Seite durch acht unterschiedliche antike Säulen mit ebenfalls unterschiedlichen Kapitellen abgetrennt. Bemerkenswert sind die Reste des Fußbodenmosaiks, die an zahlreichen Stellen noch vorhanden sind und an das Fußbodenmosaik von Otranto denken lassen. Besonders sehenswert ist die Kapelle des San Cataldo, mit Marmormosaiken und Statuen aus dem 18. Jahrhundert von Fanzago aus Neapel und Leombardelli aus Carrara. An der Decke der Kapelle befinden sich Fresken von De Matteis vom Leben dieses irischen Bischofs von Tarent. In der Kapelle befindet sich der „Cappellone“, ein Schrein aus Marmor. Die Krypta, eigentlich die Vorgängerkirche aus dem 10./11. Jh., ebenfalls mit antiken Säulen und byzantinischen Fresken aus dem 12. Jahrhundert.
Es existieren auch andere Kirchen dieses Schutzheiligen, so in Modena und Palermo.